# 蓬莱站 (烟台市)
蓬莱站，原名蓬莱市站，位于中华人民共和国山东省烟台市蓬莱区南王街道，是龙烟铁路和潍烟高速铁路上的火车站，2017年12月28日途径线路开通（彼时该站仅为越行站不办客）、2018年1月22日开办客运业务，由济南局集团管辖，现规模6台10线。
2024年7月26日，国铁集团发布《国铁集团关于公布新建潍坊至烟台铁路等有关名称的通知》，既有龙烟线蓬莱市站将更名为蓬莱站，8月28日正式完成更名相关施工工作。

## 車站周邊
- 蓬莱区慕勤希望小学
- 蓬莱区南王中学
- 小院水库
- 博展长途客运站
- 南王村、枣林店村、大院村、二十埠村、廿埠村、羽山小丁家村、大丁家村、姚庄村、衣庄村

### 公交接驳
蓬莱3路、蓬莱旅游公交专线

## 歷史
- 2017年12月28日开通启用。
- 2018年1月22日开办客运业务。
- 2024年5月8日0时至6月7日24时曾因潍烟高铁施工而暂停办理客运业务[6]。

## 外部連結
- 中国铁路客户服务中心 （页面存档备份，存于）